# Pratovecchio
Pratovecchio ist ein Ortsteil von Pratovecchio Stia mit 3092 Einwohnern (Stand 31. Dezember 2013) in der Provinz Arezzo in der Region Toskana in Italien.

## Geografie

Lage der ehemaligen Gemeinde Pratovecchio in der Provinz Arezzo

Der Ort erstreckt sich über ungefähr 75 km². Er liegt fast 45 km nördlich von Arezzo und 50 km östlich von Florenz am Arno und im Gebirgstal des Casentino. Der Ort war Teil der Comunità montana del Casentino.
Zu den weiteren Ortsteilen zählen Campolombardo, Casalino, Castel Castagnaio, Gualdo, Lonnano, San Donato, Tartiglia, Valiana und Villa.
Die Nachbarorte sind Bagno di Romagna (FC), Castel San Niccolò, Londa (FI), Montemignaio, Pelago (FI), Poppi, Rufina (FI), Santa Sofia (FC) und Stia.

## Geschichte
Im Mittelalter als Lehnsgut der Grafenfamilie Guidi  gegründet, fiel der Ort am Anfang des 15. Jahrhunderts unter die Kontrolle der Republik Florenz. 1929 entstand durch Fusion mit der Nachbargemeinde Stia der Ort Pratovecchio Stia. Damit wurde die Verwaltungseinheit von 1872, als Pratovecchio verschiedenen Gemeinden zugeteilt wurde, wiederhergestellt. Aufgrund der Unzufriedenheit beider Orte über diese Zusammenlegung wurden die Orte 1934 wieder getrennt. Eine erneute Zusammenlegung der Gemeinden fand am 1. Januar 2014 statt.

## Sehenswürdigkeiten

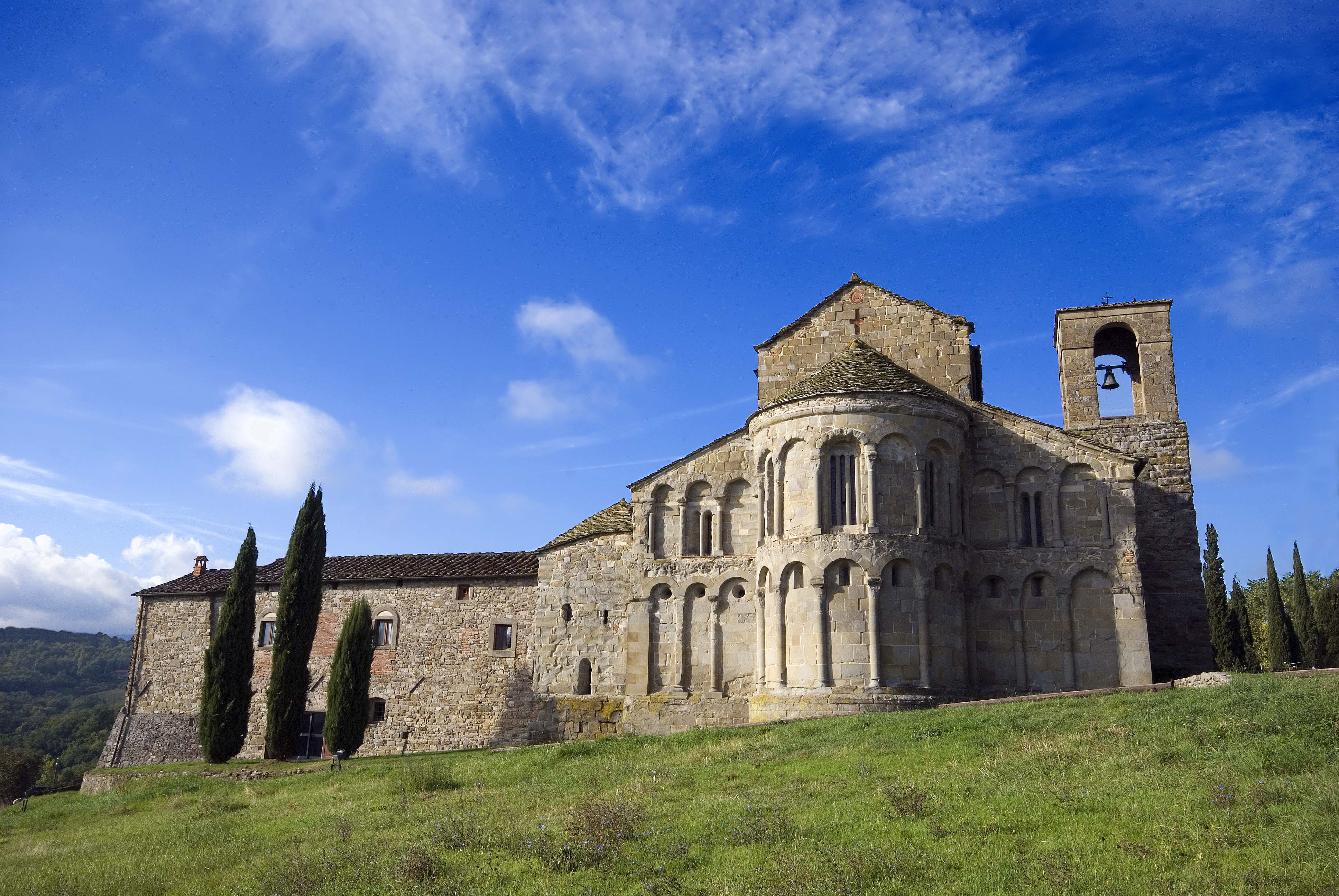
Die Pfarrkirche Pieve di San Pietro a Romena

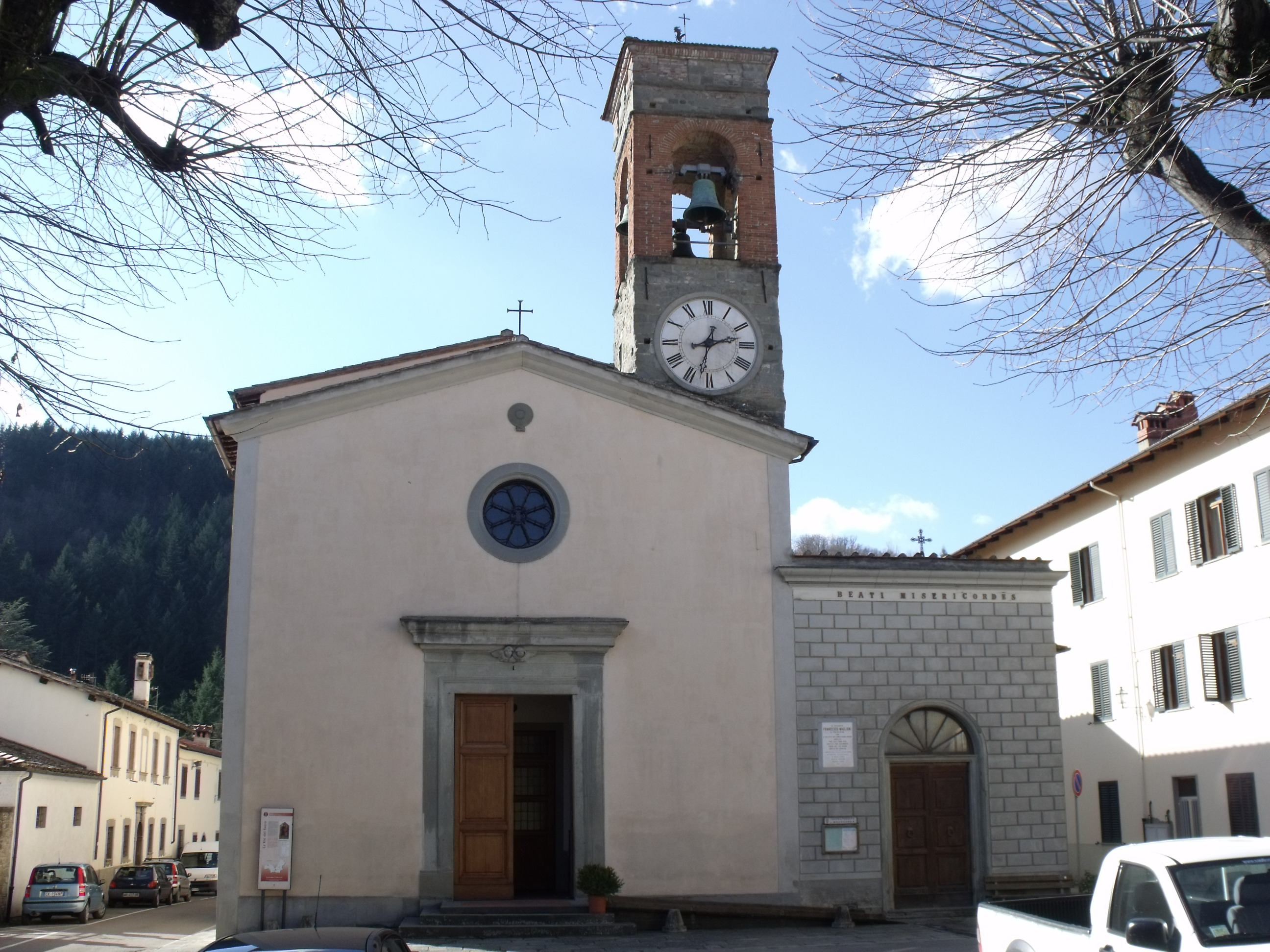
Die Kirche Propositura del Santissimo Nome di Gesù

- Castello di Romena, 1088 entstandene Burg, die auf einem Berg ca. 200 m über dem Hauptort liegt.
- Chiesa dei Santi Vito e Modesto, Kirche im Ortsteil Lonnano, die aus dem 12. Jahrhundert stammt. Enthält das Werk Santi Vito e Modesto inginocchiati von Benedetto Veli.
- Chiesa di San Biagio, im 11. Jahrhundert errichtete Kirche.
- Chiesa di Santa Maria a Poppiena, erstmals 1099 dokumentierte Kirche. Wurde 1935 von Giuseppe Castellucci restauriert und enthält das Werk Annunciazione von Giovanni dal Ponte.
- Chiesa di San Romolo a Valiana, Kirche aus dem Jahr 1126 im Ortsteil Valiana.
- Monastero di Santa Maria della Neve, Kloster im Ortszentrum an der Piazza Landino, das 1567 gegründet wurde. Enthält Fresken des Kamaldulensermönches Giuseppe Baccani.
- Monastero e chiesa di San Giovanni Evangelista, Kloster und Kirche im Ortszentrum an der Piazza Landino. Entstand 1134 durch die Guidi und enthält das Werk Incoronazione della Vergine da parte della Trinità e i Santi Giovanni Battista, Giovanni Evangelista, Romualdo e Benedetto von Giovanni Bizzelli (1600 entstanden).
- Pieve di San Pietro a Romena, Pieve aus dem 12. Jahrhundert, die dem Castello di Romena angehört.
- Propositura del Santissimo Nome di Gesù, zwischen 1592 und 1661 entstandene Kirche, die heute die Hauptkirche des Ortes ist. Enthält Werke von Giovanni del Biondo (Madonna con il Bambino e i Santi Pietro e Paolo e il laterale con i Santi Giovanni Battista e Sant'Antonio Abate, 1386 entstanden) und Francesco Mati (Madonna del Rosario coi quindici misteri, 1589 entstanden).

## Städtepartnerschaften
Pratovecchio unterhält mit folgenden Städten Partnerschaften:			
- Bethlehem (Palästinensische Autonomiegebiete)[2]
- Uffenheim (Deutschland)[3]

## Söhne und Töchter des Ortes
- Cristoforo Landino (1425–1498), italienischer Humanist und Dichter, Lehrer der Rhetorik und der Poetik, Staatskanzler der Republik Florenz